# تیم ملی فوتبال ساحلی اروگوئه
تیم ملی فوتبال ساحلی اروگوئه نماینده اروگوئه در مسابقات بین‌المللی فوتبال ساحلی و یکی از بهترین تیم‌های فوتبال ساحلی جهان است. تیم ملی فوتبال ساحلی اروگوئه نایب قهرمان ۳ دوره جام‌های جهانی فوتبال ساحلی در سال‌های ۱۹۹۶، ۱۹۹۷ و ۲۰۰۶ است. همچنین این تیم در ۴ دوره مقام سوم جام‌های جهانی فوتبال ساحلی (سال‌های ۱۹۹۸، ۱۹۹۹، ۲۰۰۲ و ۲۰۰۷) را کسب کرده‌است.